# Beate Hofmann

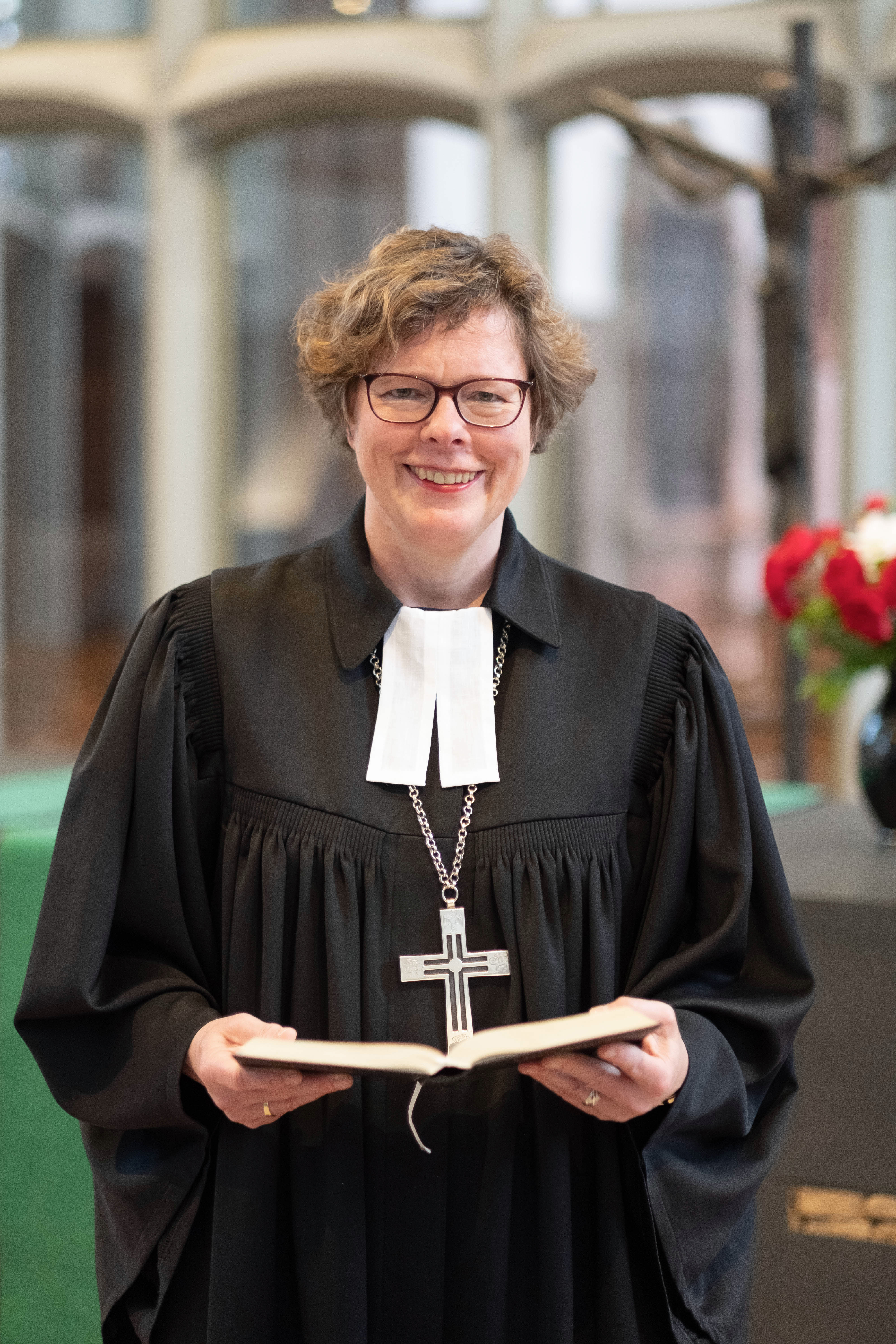
Beate Hofmann (2020)

Beate Hofmann (* 15. Oktober 1963 in Bad Tölz) ist die Bischöfin der Evangelischen Kirche von Kurhessen-Waldeck (EKKW)  
Zuvor war sie Professorin für Diakoniewissenschaft und Diakoniemanagement an der Kirchlichen Hochschule Wuppertal/Bethel.

## Herkunft und Ausbildung
Beate Hofmann studierte 1983 bis 1991 Evangelische Theologie in Bethel, Heidelberg, der Northwestern University in Evanston (Illinois), Hamburg und München. Dem schloss sich ein Vikariat an der Evangeliumskirche in München an. Am 31. Oktober 1993 wurde sie zur Pfarrerin in der Evangelisch-Lutherischen Kirche in Bayern ordiniert. Anschließend war sie bis 1996 Pfarrerin an der Reformations-Gedächtnis-Kirche in München-Großhadern, dann ein Jahr für die Dissertation beurlaubt und von 1997/1998 als wissenschaftliche Mitarbeiterin bei Michael Schibilsky am Institut für Praktische Theologie der Ludwig-Maximilians-Universität München tätig, wo sie 1999 promoviert wurde. 1998 bis 2003 war sie theologische Studienleiterin der Diakonie Neuendettelsau, 2003 bis 2013 Professorin für Gemeindepädagogik an der Evangelischen Hochschule Nürnberg. 2012 habilitierte sie sich an der Augustana-Hochschule Neuendettelsau mit einer empirischen Untersuchung zur religiösen Bildung Erwachsener und wurde 2013 als Professorin für Diakoniewissenschaft und Diakoniemanagement an die Kirchliche Hochschule Wuppertal/Bethel berufen und war seit 2017 Direktorin des Instituts für Diakoniewissenschaft und DiakonieManagement (IDM). Sie ist Mitglied in zahlreichen Gremien.

## Bischöfin
Am 9. Mai 2019 wurde sie von der Synode der Evangelischen Kirche von Kurhessen-Waldeck zur neuen Bischöfin gewählt. Beate Hofmann ist die erste Frau an der Spitze der Evangelischen Kirche von Kurhessen-Waldeck. Sie trat die Nachfolge des aus Altersgründen ausscheidenden Bischofs Martin Hein an. Gewählt wurde sie mit 78 von 86 Stimmen im zweiten Wahlgang. Schon im ersten Wahlgang hatte sie 56 Stimmen erreicht und die erforderliche Zweidrittelmehrheit von 58 Stimmen nur knapp verfehlt. Ihre Mitbewerberin, die Herborner Pröpstin Annegret Puttkammer, nahm daraufhin ihre Kandidatur zurück.
Die Amtseinführung von Beate Hofmann – und damit auch der Wechsel im Bischofsamt – fand am 29. September 2019 in der Kasseler Martinskirche statt.

## Schriften (Auswahl)
- Gute Mütter – starke Frauen: Geschichte und Arbeitsweise des Bayerischen Mütterdienstes. Kohlhammer, München 2000, ISBN 978-3-17-016190-0 [Zugleich Dissertation, 1999].
- Sich im Glauben bilden: der Beitrag von Glaubenskursen zur religiösen Bildung und Sprachfähigkeit Erwachsener. Evangelische Verlagsanstalt, Leipzig 2013, ISBN 978-3-374-03176-4 [Habilitation].
- Diakonische Unternehmenskultur. Ein Handbuch für Führungskräfte (Reihe DIAKONIE: Bildung – Gestaltung – Organisation, Bd. 2). Unter Mitarbeit von Cornelia Coenen-Marx, Otto Haussecker, Dörte Rasch und Beate Baberske Krohs. Kohlhammer, Stuttgart 2008 (2. Auflage 2010), ISBN 978-3-17-021502-3.
- Zusammen mit Martin Büscher: Diakonische Unternehmen multirational führen: Grundlagen – Kontroversen – Potentiale. Nomos, Baden-Baden 2017, ISBN 978-3-8452-8662-4.
- Zusammen mit Cornelia Coenen-Marx: Symphonie, Drama, Powerplay – Zum Zusammenspiel von Haupt- und Ehrenamt in der Kirche. Kohlhammer, Stuttgart 2017, ISBN 978-3-17-032216-5.
- Zusammen mit Barbara Montag: Theologie für Diakonie-Unternehmen. Funktionen – Rollen – Positionen. Kohlhammer, Stuttgart 2018, ISBN 978-3-17-034588-1.